# Gonomyia (Paralipophleps) lemniscata
Gonomyia (Paralipophleps) lemniscata is een tweevleugelige uit de familie steltmuggen (Limoniidae). De soort komt voor in het Neotropisch gebied.